# Giulio Turcato

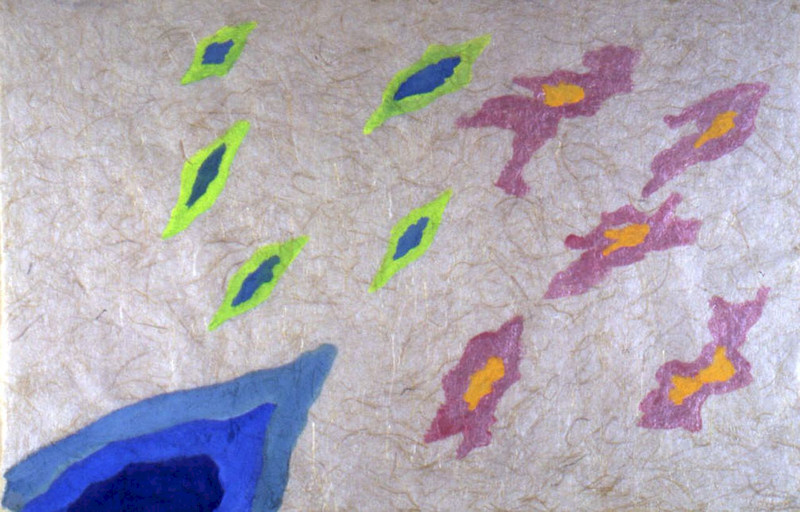
Giulio Turcato, Discesa in blu, 1982 (Fondazione Cariplo)

Giulio Turcato (Mantova, 16 marzo 1912 – Roma, 22 gennaio 1995) è stato un pittore italiano, fra i principali esponenti dell'astrattismo informale italiano.

## Biografia
Compie studi d'arte a Venezia, frequentando il liceo artistico e la scuola di nudo artistico. Dopo periodi a Palermo e Milano, nel 1942 espone la sua prima opera (una Maternità) alla Biennale di Venezia.
Arriva nel 1943 a Roma, dove frequenta l'Osteria Fratelli Menghi, noto punto di ritrovo per pittori, registi, sceneggiatori, scrittori e poeti tra gli anni '40 e '70. A Roma, assieme ad Emilio Vedova e Toti Scialoja, espone alla Galleria dello Zodiaco e alla Quadriennale di Roma.
Partecipa alla Resistenza italiana e dopo la guerra decide di stabilirsi definitivamente a Roma, recandosi però a Parigi nel 1946 dove studia l'arte di Kandinsky e Picasso.
Nel 1947 firma il manifesto "Forma 1"; nel 1948 partecipa alla Rassegna nazionale di arti figurative (V Quadriennale Nazionale d'Arte) di Roma.
Successivamente, aderisce al gruppo del Fronte nuovo delle arti, e partecipa in questo gruppo alla Biennale del 1948; poi, a seguito di dissapori, dovuti sia al diverso stile dei componenti del "fronte" sia a una diversa concezione dei limiti dell'impegno politico richiesto alla figura dell'artista, Turcato se ne distacca per aderire nel 1952 al cosiddetto Gruppo degli otto, insieme ad alcuni dei più noti esponenti dell'astrattismo informale italiano (Afro, Birolli, Corpora, Santomaso, Morlotti, Emilio Vedova, Mattia Moreni) insieme ai quali partecipa quell'anno a una discussa edizione della Biennale, che si aggiunge alla sua partecipazione del 1950 nella quale vinse il Premio Acquisto con l'opera "Miniera".
Nel 1949-1950, Turcato aderisce al progetto di Giuseppe Verzocchi, volto a creare una Collezione di quadri dedicata al lavoro nella pittura contemporanea, inviando, oltre ad un autoritratto, l'opera Gli scaricatori. La Collezione è attualmente conservata presso Palazzo Romagnoli a Forlì.
Intanto il suo astrattismo stava ormai trovando una dimensione unica e originale. Con un percorso forse inverso a quello di Emilio Vedova, ormai proiettato verso la violenza del segno, Turcato andava "raffreddando" le sue creazioni, con colori che paiono sgorgare lentamente dalla tela, usando materiali quali la sabbia (a cui conferisce un caratteristico aspetto cangiante), ricorrendo al monocromo e all'uso della gommapiuma, con la quale confeziona gelide e affascinanti "Superfici lunari".
L'attività espositiva e la fortuna critica di Turcato hanno pochi eguali nell'arte italiana del '900: egli è presente alla Biennale anche nel 1954, 1956, 1958 (Sala personale e vincitore del Premio Nazionale), 1966 (Sala personale), 1968, 1972 (Sala personale), 1982, 1986, 1988, 1993 e ancora un'ultima volta nel 1995, portando a 15 le sue partecipazioni alla rassegna veneziana.
Nel 1951 si aggiudica il primo premio al Premio del Golfo a La Spezia, con l'opera "Cantiere", ora esposta al Centro d'arte moderna e contemporanea (CAMeC). Nel 1953 vince un premio acquisto in occasione della prima edizione del Premio Spoleto. Nel 1955, nel corso di una delle numerose Quadriennali romane a cui fu invitato, la Galleria Nazionale di Arte Moderna di Roma acquistò un suo "Reticolo" per l'inserimento nelle collezioni permanenti. In altri anni vinse anche il primo premio e il premio della Presidenza del Consiglio.
Nel 1963 una sua opera viene esposta alla mostra Contemporary Italian Paintings, allestita in alcune città australiane. Nel 1963-64 espone alla mostra Peintures italiennes d'aujourd'hui, organizzata in medio oriente e in nordafrica.
Espone con personali in tutto il mondo, tra cui le rassegne documenta di Kassel e la Biennale di San Paolo. Fra i musei, espone al MoMa di New York, al Padiglione d'Arte Contemporanea di Milano, alla Staatsgalerie Moderner Kunst di Monaco, al Musée de l'Athenée di Ginevra, il Philadelphia Museum of Art e molti altri.

## Giulio Turcato nei musei
- Collezioni d'arte della Fondazione Cariplo, Milano
- Fondazione Biscozzi Rimbaud, Lecce
- Galleria internazionale d'arte moderna - (Ca’ Pesaro), Venezia
- Galleria Nazionale d'Arte Moderna, Roma
- Società per le Belle Arti ed Esposizione Permanente, Milano
- Collezione Roberto Casamonti, Firenze
- Casa museo Remo Brindisi, Lido di Spina (Ferrara)

] [Galleria Nazionale del Premio Suzzara. Suzzara (Mantova)